# E!
E! (ou Entertainment Television) est une chaîne de télévision spécialisée américaine appartenant à NBCUniversal.
Il existe des déclinaisons locales, sous licence, de E! au Brésil, Canada, Royaume-Uni, France, Italie, Portugal, Allemagne et Autriche.

## Historique
E! a été créée en 1987 sous le nom de Movietime en tant que coentreprise entre Comcast et Westinghouse. Elle a été rebaptisée E! en 1990.
Le 28 janvier 1997, ABC Cable Networks et Comcast s'associent pour acheter une participation majoritaire dans E! Entertainment. Westinghouse est simplement remplacé par la Walt Disney Company.
Depuis l'actionnariat a changé pour devenir : 50 % pour Comcast, 40 % pour Walt Disney Company et Liberty Media pour les 10 % restants. Le 21 novembre 2006, Comcast a racheté les 39,5 % dans E! Entertainment à Walt Disney Company pour 1,23 milliard de $,, en contrepartie d'un accord de distribution des chaînes Disney.
E! est spécialisée dans les émissions sur le star system et sur le show business américain. Ses domaines de prédilection sont le cinéma, la télévision et la musique. En 2005, E! est reçue par 80 millions de foyers aux États-Unis et par 400 millions de foyer à l'étranger.
E! a donné naissance à une chaîne spécialisée dans la mode et la décoration : Style Network.

## Canada

### Canwest
La première apparition de la marque E! au Canada commence le 7 septembre 2007 alors que Canwest a signé une entente avec Comcast afin d'utiliser son logo et ses émissions en affiliant ses cinq stations du système de télévision CH. Précédemment, la programmation de E! se retrouvait sur Star!, propriété de CTVglobemedia (voir ci-bas). Le système diffusait des émissions de E! durant la journée, des émissions des réseaux américains en simultané en soirée ainsi que des bulletins de nouvelles.
Éprouvant de nombreux problèmes financiers, Canwest a annoncé le 5 février 2009 mettre fin aux activités de ses stations du groupe E! pour le 31 août 2009.

### Bell Media
Le 1er novembre 2010, CTVglobemedia annonce une entente avec Comcast afin de faire revenir la marque E! au Canada. Star! est alors devenu E! Canada le 29 novembre 2010.

## Identité visuelle

### Logos

Logo de E! du 1er juin 1990 au 8 juillet 2012
Logo de E! depuis le 9 juillet 2012

## Programmes

### Séries originales
- The Royals (2015–2018)
- The Arrangement (2017–2018)

### Émission et téléréalités
- E! News (en) (depuis 1991)
- Hollywood Stories (E! True Hollywood Story) (depuis 1996)
- Botched (depuis 2014)

### Anciennes émissions
- The Anna Nicole Show (en) (2002–2004)
- Bridalplasty (en) (2010–2011)
- Candy Girls (en) (2009)
- Chelsea Lately (en) (2007–2014)
- Dr. 90210 (2004–2008)
- Le Fabuleux Destin de Kimora (en) (Kimora: Life in the Fab Lane) (2007–2011)
- Famously Single (en) (2016–2017)
- Fashion Police (en) (2010–2017)
- Les Folies d'Holly (en) (Holly's World) (2009–2011)
- The Gastineau Girls (en) (2005–2006)
- Les Girls de Playboy (The Girls Next Door) (2005–2010)
- Giuliana and Bill (en) avec Giuliana Rancic (2009–2014)
- Hollywood Medium with Tyler Henry (en) (2016–2019)
- I Am Cait (2015–2016)
- Ice Loves Coco (en) (2011–2013)
- L'Incroyable Famille Kardashian (Keeping Up with the Kardashians) (2007–2021)
- Just Jillian (en) (2016)
- Les Kardashian à New York (Kourtney and Kim Take New York) (2011–2012)
- Kendra (en) (2009–2011)
- Khloé et Lamar (Khloé & Lamar) (2011–2012)
- Kourtney and Khloé Take The Hamptons (en) (2014–2015)
- Les Lamas : La Famille rebelle (Leave It to Lamas (en)) (2009)
- Life of Kylie (2017)
- Living Lohan (en) (2008)
- Mariah's World (2016–2017)
- Mariée à un Jonas Brothers (Married to Jonas) (2012–2013)
- Married to Rock (en) (2010)
- Pas facile d'être Denise Richards (en) (Denise Richards: It's Complicated) (2008–2009)
- Playing with Fire (en) (2013)
- Revenge Body with Khloé Kardashian (2017–2019)
- Second Wives Club (en) (2017)
- The Simple Life (2006–2007, Fox 2003–2005)
- Snoop Dogg's Father Hood (en) (2007–2009)
- Les Sœurs Kardashian à Miami (Kourtney and Kim Take Miami) (2009–2013)
- The Soup (en) (2004–2015)
- Sunset Tan (en) (2007–2008)
- Total Bellas (en) (2016–2021)
- WAGS (en) (2015–2017)
- WAGS Atlanta (en) (2018)
- WAGS Miami (en) (2016–2017)
- Wild On! (en) (2007–2003)
- WWE Total Divas (2013–2019)